# Florence Blot
Pour les articles homonymes, voir Blot.
Florence Blot, de son vrai nom Marguerite Louise Léontine Digneffe, est une actrice française née le 24 août 1912  dans le 1er arrondissement de Paris et morte le 9 octobre 1994 à Saint-Maurice (Val-de-Marne).
Née de parents chapeliers, elle fût modiste, notamment pour Piaf, Gaby Gabin ou Ginette Leclerc.
Elle a travaillé quelques mois au cabaret parisien Chez Gilles, avant de débuter sa carrière au cinéma et au théâtre.

## Biographie
Sa voix particulière, ainsi que ses mimiques, lui valent de nombreux petits rôles de femme bavarde, voire acariâtre, comme dans Jo de Jean Girault, avec Louis de Funès, où elle joue Mlle Cramusel, une employée d'agence immobilière, ou dans Fantomas se déchaîne où elle campe une passagère contrariée dans le train Paris-Rome.
À la télévision, elle apparaît à plusieurs reprises dans la série Les Cinq Dernières Minutes avec Raymond Souplex et dans Au théâtre ce soir de Pierre Sabbagh.
Florence Blot tournera dans la publicité pour la marque Paic citron (« Avec Paic citron, la vaisselle étincelle ! »), à la télévision pendant de nombreuses années.
Elle est inhumée au cimetière parisien de Bagneux, dans les Hauts-de-Seine (division 32).

## Théâtre
- 1950 : Junon et le Paon de Seán O'Casey, mise en scène Philippe Kellerson, théâtre de l'Œuvre
- 1956 : L'Hôtel du libre échange de Georges Feydeau, mise en scène Jean-Pierre Grenier, théâtre Marigny
- 1957 : La Visite de la vieille dame de Friedrich Dürrenmatt, mise en scène Jean-Pierre Grenier, Théâtre Marigny
- 1959 : Tueur sans gages d'Eugène Ionesco, mise en scène José Quaglio, théâtre Récamier
- 1961 : Loin de Rueil de Maurice Jarre et Roger Pillaudin d'après Raymond Queneau, mise en scène Maurice Jarre et Jean Vilar, TNP-théâtre de Chaillot
- 1964 : Jo de Claude Magnier, mise en scène Jean-Pierre Grenier, théâtre des Nouveautés
- 1965 : Assassins associés de Robert Thomas, mise en scène Jean Piat, théâtre Antoine puis théâtre du Palais-Royal
- 1966 : Ange pur de Gaby Bruyère, mise en scène Francis Joffo, théâtre Édouard VII
- 1967 : Jeux pour le ciel d'Étienne Bor, mise en scène Jacques Ardouin, théâtre du Vieux-Colombier
- 1967 : Tueur sans gages d'Eugène Ionesco, mise en scène Jacques Mauclair, festival du Marais
- 1968 : Au théâtre ce soir, Liberté provisoire de Michel Duran, mise en scène Robert Manuel, réalisation Pierre Sabbagh, théâtre Marigny
- 1970 : Au théâtre ce soir, Les Assassins associés de Robert Thomas, mise en scène Jean Piat, réalisation Pierre Sabbagh, théâtre Marigny
- 1971 : Les Femmes savantes de Molière, mise en scène Jean Meyer, théâtre des Célestins
- 1973 : Aurélia de Robert Thomas, mise en scène de l'auteur, théâtre Daunou
- 1973 : Les affaires sont les affaires d'Octave Mirbeau, mise en scène Jean Meyer, théâtre des Célestins
- 1973 :Au théâtre ce soir, La Reine blanche  de Pierre Barillet et Jean-Pierre Grédy, mise en scène Jacques Sereys, réalisation Georges Folgoas, théâtre Marigny : Mme Alice
- 1974 : Le Bourgeois gentilhomme de Molière, mise en scène Jean Meyer, théâtre des Célestins
- 1974 : Ce formidable bordel ! d'Eugène Ionesco, mise en scène Jacques Mauclair, théâtre des Célestins
- 1974 : Au théâtre ce soir, Les affaires sont les affaires d'Octave Mirbeau, mise en scène Jean Meyer, réalisation Georges Folgoas, théâtre Marigny : Mme Blot
- 1975 : Turcaret d'Alain-René Lesage, mise en scène Serge Peyrat, théâtre de la Ville
- 1976 : L'École des cocottes de Paul Armont et Marcel Gerbidon, mise en scène Jacques Ardouin, théâtre Hébertot
- 1977 :Au théâtre ce soi, 'L'École des cocottes de Paul Armont et Marcel Gerbidon, mise en scène Jacques Ardouin, réalisation Pierre Sabbagh, théâtre Marigny : Mme Bernoux
- 1977 :Au théâtre ce soir,  Catherine au paradis de Yves Chatelain, mise en scène Claude Nicot, réalisation Pierre Sabbagh, théâtre Marigny : Amélie
- 1978 : Au théâtre ce soir, Brocéliande d'Henry de Montherlant, mise en scène Jean Meyer, réalisation Pierre Sabbagh, théâtre Marigny : Émili
- 1978 : Boule de Suif d'après Guy de Maupassant, mise en scène Jean Meyer, théâtre des Célestins
- 1979 : Tovaritch de Jacques Deval, mise en scène Jean Meyer, Théâtre des Célestins, théâtre de la Madeleine
- 1979 : Le Voyage de monsieur Perrichon de Eugène Labiche, mise en scène Jean Meyer, théâtre des Célestins

## Filmographie

### Cinéma
- 1950 : Knock de Guy Lefranc
- 1950 : La Vie chantée de Noël-Noël
- 1952 : Elle et moi de Guy Lefranc
- 1954 : Le Fil à la patte de Guy Lefranc
- 1955 : La Bande à papa de Guy Lefranc - n'apparaît pas dans les copies actuellement visibles
- 1955 : Chantage de Guy Lefranc :
- 1956 : Bébés à gogo de Paul Mesnier
- 1956 : La vie est belle de Roger Pierre et Jean-Marc Thibault
- 1957 : L'Ami de la famille de Jack Pinoteau
- 1957 : Donnez-moi ma chance de Léonide Moguy et Guy Lefranc
- 1957 : Premier mai de Luis Saslavsky
- 1958 : Arrêtez le massacre d'André Hunebelle
- 1958 : Le Gendarme de Champignol de Jean Bastia
- 1959 : Le Grand Chef de Henri Verneuil : Mme Florentin, la nurse
- 1959 : Maxime d'Henri Verneuil
- 1959 : La Moucharde de Guy Lefranc
- 1959 : Le Petit Prof de Carlo Rim
- 1959 : Le Sicilien de Pierre Chevalier
- 1959 : Les Affreux de Marc Allégret
- 1959 : La Marraine de Charley de Pierre Chevalier
- 1959 : Merci Natercia de Pierre Kast
- 1960 : Le Mouton de Pierre Chevalier
- 1960 : Les Moutons de Panurge de Jean Girault
- 1960 : Trique, gamin de Paris de Marco de Gastyne
- 1961 : Cybèle ou les Dimanches de Ville-d'Avray de Serge Bourguignon
- 1961 : Les Livreurs de Jean Girault
- 1962 : À la française de Robert Parrish
- 1962 : Clémentine chérie de Pierre Chevalier
- 1962 : Les Mystères de Paris d'André Hunebelle : la nouvelle locataire
- 1962 : Les Veinards de Jean Girault, sketch Le Repas gastronomique
- 1963 : La parole est au témoin de Jean Faurez
- 1963 : Faites sauter la banque ! de Jean Girault
- 1963 : Carambolages de Marcel Bluwal (non créditée)
- 1964 : La Bonne Soupe de Robert Thomas
- 1964 : Les Combinards de Jean-Claude Roy
- 1964 : Les Gorilles de Jean Girault
- 1964 : Le Majordome de Jean Delannoy
- 1964 : Les Mordus de Paris de Pierre Armand - inédit
- 1964 : Patate de Robert Thomas
- 1965 : Fantomas se déchaîne d'André Hunebelle
- 1965 : Le Lit à deux places de Jean Delannoy
- 1968 : Un drôle de colonel de Jean Girault
- 1970 : Macédoine de Jacques Scandelari
- 1971 : Mourir d'aimer d'André Cayatte
- 1971 : Jo de Jean Girault : Mme Cramusel.
- 1971 : Le Grand Bazar de Claude Zidi
- 1973 : Mais où est donc passée la septième compagnie ? de Robert Lamoureux
- 1976 : Calmos de Bertrand Blier
- 1976 : Le Locataire de Roman Polanski : Mme Zy
- 1976 : Bartleby de Maurice Ronet
- 1977 : Ça fait tilt d'André Hunebelle et Jacques Garcia
- 1978 : Les Malheurs d'Octavie de Roland Urban
- 1980 : Sacrés gendarmes de Bernard Launois : la postière
- 1980 : La Flambeuse de Rachel Weinberg
- 1980 : Touch' pas à mon biniou de Bernard Launois
- 1981 : Si ma gueule vous plait de Michel Caputo
- 1983 : Le Faucon de Paul Boujenah
- 1985 : D'après Maria de Jean-Claude Robert - court métrage -
- 1985 : Gros Dégueulasse de Bruno Zincone : la vieille dame dans l'escalier
- 1992 : Les Yeux menteurs du jour, court métrage de Pierre Le Bret

### Télévision
- 1960 : Un beau dimanche de septembre de Marcel Cravenne : Madame Henri
- 1960 : Bastoche et Charles Auguste de Bernard Hecht
- 1961 : Épreuves à l'appui (Les Cinq Dernières Minutes no 21) de Claude Loursais : Mme Coulon
- 1962 : L’Épingle du jeu (Les Cinq Dernières Minutes no 23) de Claude Loursais : Mme Bouillette
- 1964 : Les Cinq Dernières Minutes : Fenêtre sur jardin de Claude Loursais
- 1964 : Quand le vin est tiré ... (Les Cinq Dernières Minutes no 29), de Claude Loursais : la secrétaire
- 1964 : Les Cinq Dernières Minutes, épisode  Sans fleurs, ni couronnes de Claude Loursais : la cliente
- 1965 : Des fleurs pour l'inspecteur (Les Cinq Dernières Minutes, épisode no 36, TV) de Claude Loursais : la mère
- 1968 : Les Cinq Dernières Minutes, épisode Les Enfants du faubourg de Claude Loursais : Ramona
- 1970 : Le Fauteuil hanté, réalisé par Pierre Bureau
- 1970 : Rendez-vous à Badenberg, de Jean-Michel Meurice :
- 1971 : Les Cinq Dernières Minutes, épisode Les Yeux de la tête de Claude Loursais : Mme Bréband
- 1972 : La Fin et les Moyens de Paul Paviot
- 1973 : Joseph Balsamo  d'André Hunebelle
- 1973 : Les Enquêtes du commissaire Maigret, épisode Maigret et la jeune morte de Claude Boissol
- 1974 : Les Cinq Dernières Minutes de Claude Loursais, épisode Fausses notes : La bonne
- 1974 : Malaventure ép. « Monsieur seul » de Joseph Drimal
- 1974 : Un curé de choc (26 épisodes de 13 minutes) de Philippe Arnal
- 1977 : Recherche dans l'intérêt des familles de Philippe Arnal